# دنيس هوكينز
دنيس هوكينز (بالإنجليزية: Dennis Hawkins)‏ (22 أكتوبر 1947 في المملكة المتحدة - ) هو مدرب كرة قدم ولاعب كرة قدم بريطاني في مركز مهاجم داخلي. لعب مع شروزبري تاون وليدز يونايتد ونيوبورت كونتي ونادي تشستر سيتي ونادي ووركينغتون.

## وصلات خارجية
- دنيس هوكينز على موقع قاعدة بيانات كرة القدم.إي يو (الإنجليزية)